# 그리스도의 신부

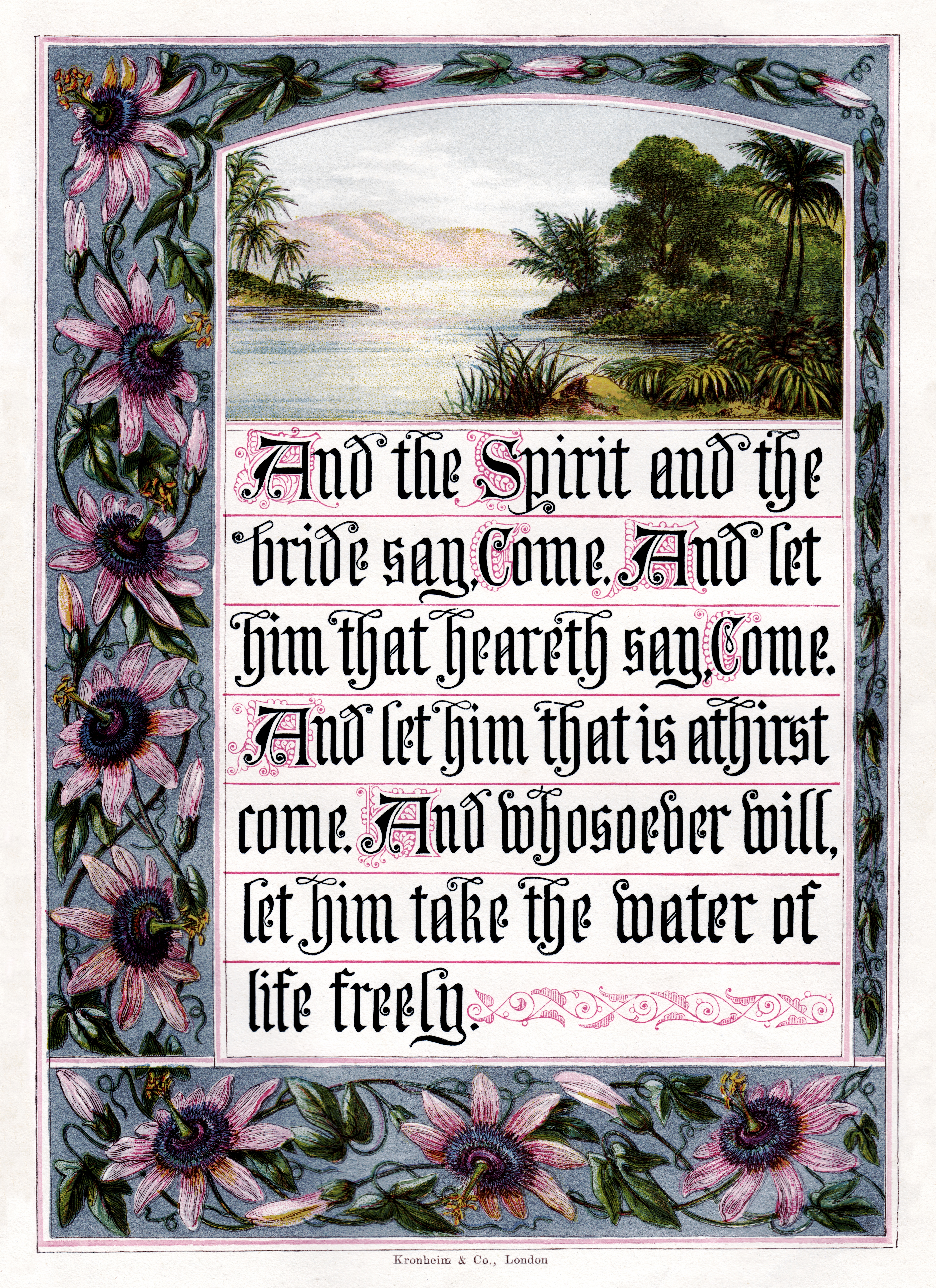
조셉 마르틴 크론하임이 쓴 요한계시록 22:17의 1880년 백스터 칼라판

그리스도의 신부 또는 어린양의 아내는 기독교 성경, 특히 신약의 여러 구절에서 사용되는 표현이다. 복음서, 요한계시록, 바울서신, 및 구약에서 발견되며 그리스도와 교회의 특별한 관계를 뜻한다.
일반적으로 기독교 신학에서는 신부의 정체를 교회라고 해석하며, 그리스도 예수가 신랑이자 남편이다. 특히 에베소서 5장 22~33절은 남편과 아내의 연합을 그리스도와 교회의 연합에 비유한다. 이것은 많은 사람이 좋아하는 비유이기도 하며 은유의 사용법에 대한 해석은 교파마다 다르다. 하지만 대부분은 그것이 항상 교회를 지칭한다고 믿는다.

## 같이 보기
- 신부신학
- 열 처녀의 비유
- 봉헌된 동정녀
- 동방정교회의 에케 호모